# Virginia striatula
Virginia striatula е вид змия от семейство Смокообразни (Colubridae). Видът не е застрашен от изчезване.

## Разпространение и местообитание
Разпространен е в САЩ.
Обитава наводнени райони, градски и гористи местности, места със суха почва, градини, ливади, пасища, блата, мочурища и тресавища.

## Описание
Продължителността им на живот е около 7,2 години. Популацията на вида е стабилна.